# Томич, Михал
Ми́хал То́мич (словац. Michal Tomič; род. 30 марта 1999, Миява, Тренчинский край) — словацкий футболист, защитник пражской «Славии» и сборной Словакии. Выступает на правах аренды за клуб «Карвина».

## Клубная карьера
Томич — воспитанник клубов «Спартак» (Миява), «Сеница» и итальянской «Сампдории». Летом 2018 года для получения игровой практики Михал был отдан в аренду в «Жилину». 25 августа в матче против «ДАК 1904» он дебютировал в словацкой Суперлиге. 23 октября поединке Кубка Словакии против «Татрана» Михал забил свой первый гол за «Жилину». По итогам сезона клуб выкупил трансфер игрока у «Сампдории». Летом 2020 года Томич перешёл в чешский «Словацко». 16 декабря в матче против «Зброёвки» он дебютировал в Первой лиге. 13 октября 2022 года в поединке Лиги конференций против французской «Ниццы» Михал забил свой первый гол за «Словацко». 
В 2023 году Томич перешёл в пражскую «Славию», где сразу же был отдан в аренду в «Младу-Болеслав». 5 февраля в матче против пражской «Спарты» он дебютировал за новую команду. В этом же поединке Михал забил свой первый гол за «Младу-Болеслав». 

## Карьера в сборной
23 марта 2023 года в отборочном матче чемпионата Европы против сборной Люксембурга Томич дебютировал за сборную Словакии.